# 双盘乡
双盘乡，是中华人民共和国四川省南充市仪陇县曾经下辖的一个乡。2019年9月，撤销双盘乡和中坝乡，将其所属行政区域划归金城镇管辖。

## 行政区划
双盘乡撤销前下辖以下地区：
双盘庙村、回龙桥村、高石坎村、金鸡桥村、立石子村、蒲家祠村、罗盘石村、冉家沟村、洞崖湾村和花园沟村。